# Jeffrey de Visscher
Jeffrey de Visscher (Almelo, 5 mei 1981) is een voormalig Nederlands betaald voetballer die als rechtsbuiten speelde.
De Visscher speelde vanaf het seizoen 2006/07 tot en met 24 januari 2009 bij Aberdeen FC. Op 24 januari 2009 werd bekend dat hij per direct van Aberdeen naar SC Cambuur vertrok. Hij tekende bij Cambuur een contract voor een half jaar met optie tot verlenging met twee jaar. In de zomer van 2010 stapte hij over naar FC Emmen. Daarvoor speelde hij voor De Graafschap, Heracles Almelo, FC Twente en FC Emmen.
Het contract van De Visscher bij FC Emmen werd per 1 januari 2013 ontbonden na overmatig alcoholgebruik. Hierna speelde hij nog als amateur bij SC Genemuiden waar hij aan het eind van het seizoen 2013/14 moest stoppen..
De Visscher was Nederlands jeugdinternational en nam deel aan het Europees kampioenschap voetbal mannen onder 19.
Na zijn actieve voetballoopbaan werd De Visscher trainer. In seizoen 2022/23 is hij als assistent-trainer verbonden aan FC Twente.

## Statistieken
| Seizoen | Club                   | Land      | Competitie              | Wed. | Goals |
| ------- | ---------------------- | --------- | ----------------------- | ---- | ----- |
| 2000/01 | FC Twente              | Nederland | Eredivisie              | 2    | 0     |
| 2001/02 | → Emmen (huur)         | Nederland | Eerste divisie          | 31   | 5     |
| 2002/03 | FC Twente              | Nederland | Eredivisie              | 15   | 0     |
| 2003/04 | FC Twente              | Nederland | Eredivisie              | 5    | 1     |
| 2004/05 | Heracles Almelo (huur) | Nederland | Eerste divisie          | 31   | 7     |
| 2005/06 | De Graafschap          | Nederland | Eerste divisie          | 31   | 10    |
| 2006/07 | De Graafschap          | Nederland | Eerste divisie          | 37   | 10    |
| 2007/08 | Aberdeen FC            | Schotland | Scottish Premier League | 21   | 1     |
| 2008/09 | Aberdeen FC            | Schotland | Scottish Premier League | 10   | 0     |
| 2008/09 | SC Cambuur             | Nederland | Eerste divisie          | 16   | 5     |
| 2009/10 | SC Cambuur             | Nederland | Eerste divisie          | 33   | 9     |
| 2010/11 | FC Emmen               | Nederland | Eerste divisie          | 26   | 2     |
| 2011/12 | FC Emmen               | Nederland | Eerste divisie          | 28   | 2     |
| 2012/13 | FC Emmen               | Nederland | Eerste divisie          | 6    | 1     |
| 2012/13 | SC Genemuiden          | Nederland | Topklasse               | 18   | 3     |
| 2013/14 | SC Genemuiden          | Nederland | Topklasse               | ?    | ?     |
| Totaal  | Totaal                 | Totaal    | Totaal                  | 292  | 53    |